# オーシャンと十一人の仲間
オーシャンと十一人の仲間（オーシャンとじゅういちにんのなかま、Ocean's Eleven）は、1960年に制作されたアメリカ映画。ルイス・マイルストン監督。2001年に『オーシャンズ11』、2005年に『オーシャンズ12』、2007年に『オーシャンズ13』としてリメイクされた。

## ストーリー
クリスマスの1週間前、エースボスはラスベガスでの計画をオーシャンに任せた。オーシャンは第二次世界大戦を共に戦った仕事の仲間の戦友10人を呼び、仲間たちにラスベガスでの強奪計画を説明する。ラスベガスを舞台に第二次世界大戦の戦友たちが繰り広げるコメディータッチのギャング映画。

## キャスト
| 役名                           | 俳優                     | 日本語吹替                      | 日本語吹替                    | 日本語吹替                                                                              |
| 役名                           | 俳優                     | NETテレビ旧版                   | NETテレビ新版                 | フジテレビ版                                                                            |
| ------------------------------ | ------------------------ | ------------------------------- | ----------------------------- | --------------------------------------------------------------------------------------- |
| ダニー・オーシャン             | フランク・シナトラ       | 家弓家正                        | 家弓家正                      | 家弓家正                                                                                |
| サム・ハーモン                 | ディーン・マーティン     | 羽佐間道夫                      | 羽佐間道夫                    | 広川太一郎                                                                              |
| ジョシュ・ハワード             | サミー・デイヴィスJr.    | 中井啓輔                        | 内海賢二                      | 伊武雅刀                                                                                |
| ジミー・フォスター             | ピーター・ローフォード   | 井関一                          | 小林修                        | 森川公也                                                                                |
| ビートリス・オーシャン         | アンジー・ディキンソン   | 白坂道子                        |                               | 佐原妙子                                                                                |
| アンソニー・バーグドルフ       | リチャード・コンテ       |                                 | 穂積隆信                      | 寺島幹夫                                                                                |
| デューク・サントス             | シーザー・ロメロ         |                                 |                               |                                                                                         |
| アデル・エクストレム           | パトリス・ワイモア       |                                 |                               |                                                                                         |
| マシー・オコナーズ             | ジョーイ・ビショップ     |                                 |                               | 村越伊知郎                                                                              |
| スピローズ・アセボス           | エイキム・タミロフ       |                                 |                               | 河村弘二                                                                                |
| ロジャー・コーニアル           | ヘンリー・シルヴァ       |                                 |                               | 平林尚三                                                                                |
| ヴィンス・マスラー             | バディ・レスター         |                                 |                               | 宮内幸平                                                                                |
| ジョージ・カーリー・ステファン | リチャード・ベネディクト |                                 |                               | 飯塚昭三                                                                                |
| ピーター・ライマー             | ノーマン・フェル         |                                 |                               | 国坂伸                                                                                  |
| 酔った女性                     | シャーリー・マクレーン   |                                 |                               |                                                                                         |
| 不明 その他                    |                          |                                 |                               | 阪脩 沢りつお 秋元千賀子 小野丈夫 仲木隆司 弥永和子 島美弥子 西田昭市 友近恵子 辻村真人 |
|                                |                          |                                 |                               |                                                                                         |
| 演出                           | 演出                     |                                 |                               | 鳥海俊材                                                                                |
| 翻訳                           | 翻訳                     |                                 |                               | 木原たけし                                                                              |
| 効果                           |                          |                                 |                               |                                                                                         |
| 調整                           | 調整                     |                                 |                               | 飯塚秀保                                                                                |
| 制作                           | 制作                     |                                 |                               | 東北新社                                                                                |
| 解説                           |                          |                                 |                               |                                                                                         |
| 初回放送                       | 初回放送                 | 1967年12月24日 『日曜洋画劇場』 | 1972年4月4日 『土曜映画劇場』 | 1974年12月27日 『ゴールデン洋画劇場』                                                   |